# Siemionowskaja
Siemionowskaja (ros. Семёновская) – stacja moskiewskiego metra linii Arbacko-Pokrowskiej (kod 049). Powstała w trzecim etapie budowy metra (podczas II wojny światowej) na odcinku Kurskaja - Partizanskaja. Do 30 listopada 1961 nazywała się Stalinskaja (Сталинская), obecna nazwa pochodzi od pobliskiego placu Siemionowskaja, na który prowadzą wyjścia.

## Konstrukcja i wystrój
Jednopoziomowa stacja typu pylonowego z trzema komorami i jednym peronem. Tematem przewodnim wystroju jest obrona Ojczyzny. Konstrukcja stacji jest nietypowa. Strop podpierają 4 rzędy kolumn (zamiast zwyczajowych dwóch) obłożonych jasnym marmurem ze zdobieniami w innych kolorach. Podłogi pokrywa czarny i czerwony granit. Ściany nad torami wyłożono białym i szarym marmurem i ozdobiono medalionami ukazującymi broń i twarze rosyjskich żołnierzy. Na końcu peronu znajduje się płaskorzeźba ukazująca Sztandar Zwycięstwa na tle broni i transparentów. W latach 2005–2006 stacja przeszła remont generalny.